# 鋼の救世主
『鋼の救世主』（はがねのメシア）は、JAM Projectの5作目のシングル。2001年4月25日にLantis（現・バンダイナムコアーツ）から発売された。

## 概要
- プレイステーションゲーム『スーパーロボット大戦α外伝』のオープニングテーマとエンディングテーマを収録している。スパロボシリーズ最初のオープニング・エンディング主題歌である。
- いずれも、2008年12月25日発売の『SUPER ROBOT WARS JAM Project SONGS』に収録されている。
- また、2006年4月5日発売のベストCD『Olympia 〜JAM Project BEST COLLECTION IV〜』とライブDVD『KING GONG』の初回版のみの連動企画で、当時のメンバーである影山ヒロノブ、松本梨香、遠藤正明、きただにひろし、奥井雅美、福山芳樹による「鋼の救世主 Ver.2006」のCDが応募者全員にプレゼントされたことがある。
- 2001年発売のドラマCD『スーパーロボット大戦α ORIGINAL STORY』には、サウンドドラマの主題歌としてDrama Editバージョンが収録されている。
- なお、『スーパーロボット大戦α外伝』のオリジナルサウンドトラックにゲームバージョンの「鋼の救世主」は収録されていない（サウンドトラックバージョンを収録）。ゲームバージョンの「鋼の救世主」は、2001年8月1日発売の『スーパーロボット大戦α コンプリートサウンドトラック』に「POWER」のピアノバージョンと共に収録されている。
- 『スーパーロボット大戦α外伝』以外のゲーム作品では『スーパーロボット大戦OG ORIGINAL GENERATIONS』にて、「鋼の救世主 Ver.OG」と題したインストゥルメンタル・アレンジ曲が第一部の最終話「最後の審判者」のステージBGMとして使用されている。

## 収録曲
全曲 作曲：千沢仁、編曲：須藤賢一
1. 鋼の救世主
作詞：影山ヒロノブ
PlayStation用『スーパーロボット大戦α外伝』オープニングテーマ
2. POWER
作詞：工藤哲雄
PlayStation用『スーパーロボット大戦α外伝』エンディングテーマ
3. 鋼の救世主（off vocal）
4. POWER（off vocal）